# L-07A
L-07A（エル ゼロ なな エー）は、LGエレクトロニクスジャパンによって開発された、NTTドコモによるHSDPA/HSUPA対応のExpressCard/34型FOMAデータ通信端末である。同キャリアが2009年6月に東京都23区を皮切りに開始した最大送信速度5.7MbpsのHSUPA（カテゴリ6）に対応する。

## 概要
NTTドコモは、2008年にExpressCard/34型のデータ通信端末OP2502 HIGH-SPEEDの発売を予定していたが、一部のPCで使用した場合、端末を抜き差しした際にPCのスロットが破損する問題があったため、同年6月6日に発売中止となった。発売中止から約1年4ヶ月後にLGエレクトロニクスが開発発表をしたのが、このL-07Aである。

## 特徴
- 「FOMAハイスピード」に対応したドコモ向け初の「HSDPA/HSUPA」のExpressCard型のデータ通信端末である。
- 海外の世界の208の国と地域でパケット通信が可能なW-CDMA・GSM・GPRSネットワークでのローミング (WORLD WING) が可能な端末である。
- 発売済みのL-02AとL-05Aにも採用しているパソコンに接続するだけでドライバが自動的にインストールされるゼロインストール機能[1]を搭載しており、L-07Aをパソコンに接続するだけで、「通信設定ファイル」と「L-07A接続ソフト」[2]のインストール画面が自動的に起動し、CD/DVDドライブ非搭載かつExpressCard型スロット搭載のネットブックやノートPCでも簡単に設定できる。Mac OSにも対応。
- 別売り「PCカードアダプタ L01」を利用することで、PCカードスロット搭載のPCでも利用可能。
- 料金は定額データプランと従量プランにも対応。

## 仕様（テンプレート外）
- 通信速度（日本国内）
  - パケット通信（FOMAハイスピードエリア） : 送信最大 5.7 Mbps／受信最大7.2 Mbps
  - パケット通信（FOMAエリア） : 送受信最大 384 kbps
- 対応OS（各日本語版）
  - Windows XP Home Edition ServicePack2以降
  - Windows XP Professional ServicePack2以降
  - Windows Vista ServicePack1以降（32ビット版／64ビット版）
  - Windows 7（32ビット版／64ビット版）
  - Mac OS X（10.4.11／10.5.8）[3]
- 対応エリア（日本国内）
  - FOMAハイスピードエリア
  - FOMAサービスエリア
  - FOMAプラスエリア
- 対応エリア（海外）

WORLD WING（3G＋GSM）
世界144の国と地域でパケット通信が可能。

## 歴史
- 2009年6月18日 - 技術基準適合証明 (TELEC) 通過
- 2009年7月17日 - 連邦通信委員会 (FCC) 通過
- 2009年7月31日 - 電気通信端末機器審査協会 (JATE)通過
- 2009年9月28日 - 開発発表
- 2009年11月11日 - 発売開始